# Минин, Василий Васильевич
Василий Васильевич Минин — общественный деятель, председатель уездного комитета большевиков, революционер, директор Дмитровского краеведческого музея. Член РСДРП. Уездный комиссар юстиции, председатель колхоза «Борьба».

## Биография
Родился в городе Дмитрове Московской губернии в 1885 году.
В 1900 году окончил городское начальное училище.
С 1902 по 1909 год работал на Яхромской фабрике товарищества «Покровская мануфактура» переписчиком, конторщиком, табельщиком механического цеха. С 1909 по 1917 год работал на Икшанском проволочно-гвоздильном заводе.
С началом 1-й Мировой войны нарастало напряжение в стране: быстро растут цены на продовольствие и товары, затем часть продуктов исчезает из свободной продажи и вводятся карточки на продукты и товары. На крестьянство легли мобилизация людей и лошадей, на рабочих фабриках увеличилась нагрузка и время смены под видом работы для фронта. На основании полицейских отчётов, почти на всех рабочих фабриках уезда в 1915—1916 годах проходили забастовки. Агитация против правящего режима велась также на фронтах среди солдат.
В. В. Минин и его брат Г. В. Минин вместе работали на Икшанском заводе и были активистами в РСДРП с 1906 года.

### Революция 1917 года
После Февральской революции 1917 года, свержения самодержавия, в крупных рабочих фабриках происходят митинги, создаются Советы рабочих депутатов, профсоюзные комитеты, вводится 8-часовой рабочий день.
Власть в стране, как и в уезде, сосредоточилась в руках кадетов, октябристов, меньшевиков и эсеров. Представителем Временного правительства в уезде был назначен князь Гагарин, начальником милиции — октябрист помещик Грузинов.
В уезде формируется 2 органа власти: Комитет общественных организаций и Совет рабочих депутатов.
26 апреля 1917 года избирается председателем Совета рабочих депутатов (Г. В. Минин — секретарь) на Икшанском проволочно-гвоздильном заводе в составе 34 человека. Первый Совет рабочих депутатов в Дмитровском уезде был сформирован на Яхромской фабрике товарищества «Покровской мануфактуры» 2 марта 1917 года.
В. В. Минин активно участвует в организации партийной ячейки большевиков: запрашивает из Москвы агитаторов за большевиков (у меньшевиков и эсеров были свои партийные органы власти). Работники окружного комитета Т. Т. Полидоров, Миньков и Иванов сыграли большую роль в организации большевистских ячеек в уезде. Икшанская ячейка была наиболее активной и вела агитацию среди рабочих, крестьянства и организовывала ячейки на других фабриках и в Дмитрове.
В марте 1917 года из представителей фабричных советов создаётся уездный Совет рабочих депутатов РСДПР. Председателем был выбран В. В. Минин.
По настоянию инспектора Красной гвардии Я. Я. Пече, приехавшего в Дмитров из Москвы 17 сентября 1917 году, в Дмитровском уезде был организован штаб Красной гвардии. Его возглавили: В. В. Ногин, А. Ф. Ловыгин и И. В. Минин. Красногвардейцы следили за порядком, охраняли почту и ж/д станции.
Во второй половине октябре 1917 года по указанию Московского окружного комитета РСДПР (Бутырский РВК) на собрании уездного комитета Совета рабочих депутатов создаётся военно-революционный комитет (РВК) в составе 7 человек. Председателем назначается А. И. Ржанов. Меньшевики и эсеры в противовес создают свой Комитет общественной безопасности, который возглавил кадет В. П. Каверин.
В ночь с 3 по 4 ноября 1917 года Бытырский(Савёловский) отряд Красной гвардии под командованием Торгованова соединяется с отрядами из Икши и Яхромы (предварительно вооружённые) и ночным поездом прибывают в Дмитров. Без сражения красногвардейцы занимают вокзал, почту, милицию, казначейство и Думу. Единственно оказал сопротивление начальник милиции Грузинов, его арестовали. На заседании Ревкома: уездным комиссаром назначается Г. В. Минин, начальником милиции назначен Соболев.

### Советская власть
До октября 1918 года был председателем Дмитровского уездного комитета, одновременно являясь комиссаром юстиции. Потом заведовал отделом металлов Совнархоза, затем трудовым инспектором Дмитровского, Загорского и Талдомского уездов (территория дореволюционного Дмитровского уезда).
С 1926 по 1930 год руководил сельско-хозяйственной артелью «Борьба». Преподавал в партшколе Дмитрова. Был членом уездного и губернского управления колхозами. В 1932 году назначен директором Инвалидного дома № 8 в Деденево.
В 1936 году назначается директором Дмитровского краеведческого музея. В. В. Минин был выбран как компромиссная фигура. До него из-за конфликта с руководством Дмитлага по имуществу музея был арестован директор музея и его сотрудники, а назначенный новый директор и сотрудники не соответствовали по квалификации и образованию.
Для снятия напряжённости В. В. Минин организует в октябре 1937 года в зданиях музея (Успенский собор и др.) сельскохозяйственную выставку.
В этой должности он проработал до 1960 года.
Является автором нескольких краеведческих статей и книги.
Умер в 1968 году в посёлке Деденево Дмитровского района Московской области.

## Память. Заслуги
В честь Минина Василия Васильевича в Дмитрове часть Валовой улицы была переименована в улицу Минина. В 1967 году Решением исполкома Дмитровского городского совета депутатов трудящихся В. В. Минину было присвоено звание «Почётного гражданина города Дмитрова».
Награждён Орденом Ленина.